# William W. Cocks
William Willets Cocks (ur. 24 lipca 1861 w Old Westbury, zm. 24 maja 1932 tamże) – amerykański polityk, członek Partii Republikańskiej.

## Działalność polityczna
Od 1901 do 1902 zasiadał w New York State Senate, a w 1904 zasiadał w New York State Assembly. W okresie od 4 marca 1905 do 3 marca 1911 przez trzy kadencje był przedstawicielem 1. okręgu wyborczego w stanie Nowy Jork w Izbie Reprezentantów Stanów Zjednoczonych.
Jego bratem był Frederick C. Hicks.